# Scum (film, 1979)
Pour les articles homonymes, voir Scum.
Pour plus de détails, voir Fiche technique et Distribution.
Scum est un film britannique sorti en 1979 et réalisé par Alan Clarke.
Roy Minton et Alan Clarke ont d'abord respectivement écrit et réalisé un téléfilm pour la BBC, également intitulé Scum (en), mais à cause de la violence du film, il a été censuré de la télévision (avant d'être finalement diffusé en 1991 seulement). Les deux hommes ont donc repris le même scénario pour le cinéma.
À sa sortie, le film est controversé pour ses thèmes de racisme, de violence, d'abus, de viol et de suicide. Il est depuis considéré comme un classique[réf. nécessaire].
Scum a grandement inspiré le film canadien Dog Pound, sorti en 2010.

## Synopsis
Le film met en scène des jeunes délinquants dans une maison de correction pour mineurs, leur violence entre eux et avec les gardiens de l'institution.

## Fiche technique
- Titre : Scum
- Réalisation : Alan Clarke
- Scénario : Roy Minton
- Montage : Michael Bradsell
- Photographie : Phil Meheux
- Production : Davina Belling
- Pays d'origine :  Royaume-Uni
- Langue originale : anglais
- Format : couleurs - 1,66:1 - mono
- Genre : drame
- Durée : 98 minutes
- Interdit aux moins de 12 ans
- Affiche : Macario Gómez Quibus (Espagne)

## Distribution
- Ray Winstone (VF : Patrick Poivey) : Carlin
- Mick Ford : Archer
- Julian Firth (en) : Davis
- John Blundell : Banks
- Phil Daniels : Richards
- John Fowler : Woods
- Ray Burdis : Eckersley
- John Judd (VF : Patrick Floersheim) : Mr. Sands